# Haruka Komowata
Haruka Komowata (こもわた遙華, Komowata Haruka) est une mangaka ayant participé à la publication de plusieurs mangas connus comme Angel Beats.